# 埃爾莫索坎波
27°37′S 61°21′W / 27.617°S 61.350°W
埃爾莫索坎波（西班牙語：Hermoso Campo），是阿根廷的城鎮，位於該國北部查科省，是四月十二日縣的首府，主要農產品有黃豆、玉米和棉花，海拔高度63米，2001年人口4,402。